# Tessaradoma boreale
Tessaradoma boreale är en mossdjursart som först beskrevs av Busk 1860.  Tessaradoma boreale ingår i släktet Tessaradoma och familjen Tessaradomidae. Arten är reproducerande i Sverige. Inga underarter finns listade i Catalogue of Life.